# Мелдерешть (комуна)
Мелдерешть, Мелдерешті (рум. Măldărești) — комуна у повіті Вилча в Румунії. До складу комуни входять такі села (дані про населення за 2002 рік):
- Мелдерешть (1326 осіб)
- Мелдерештій-де-Жос (540 осіб)
- Рошовень (2 особи)
- Телекешть (201 особа)

Комуна розташована на відстані 182 км на північний захід від Бухареста, 29 км на захід від Римніку-Вилчі, 89 км на північ від Крайови, 139 км на південний захід від Брашова.

## Населення
За даними перепису населення 2002 року у комуні проживали 2069 осіб.
Національний склад населення комуни:
| Національність | Кількість осіб | Відсоток |
| -------------- | -------------- | -------- |
| румуни         | 2067           | 99,9%    |
| угорці         | 1              | < 0,1%   |
| українці       | 1              | < 0,1%   |

Рідною мовою назвали:
| Мова       | Кількість осіб | Відсоток |
| ---------- | -------------- | -------- |
| румунська  | 2067           | 99,9%    |
| угорська   | 1              | < 0,1%   |
| українська | 1              | < 0,1%   |

Склад населення комуни за віросповіданням:

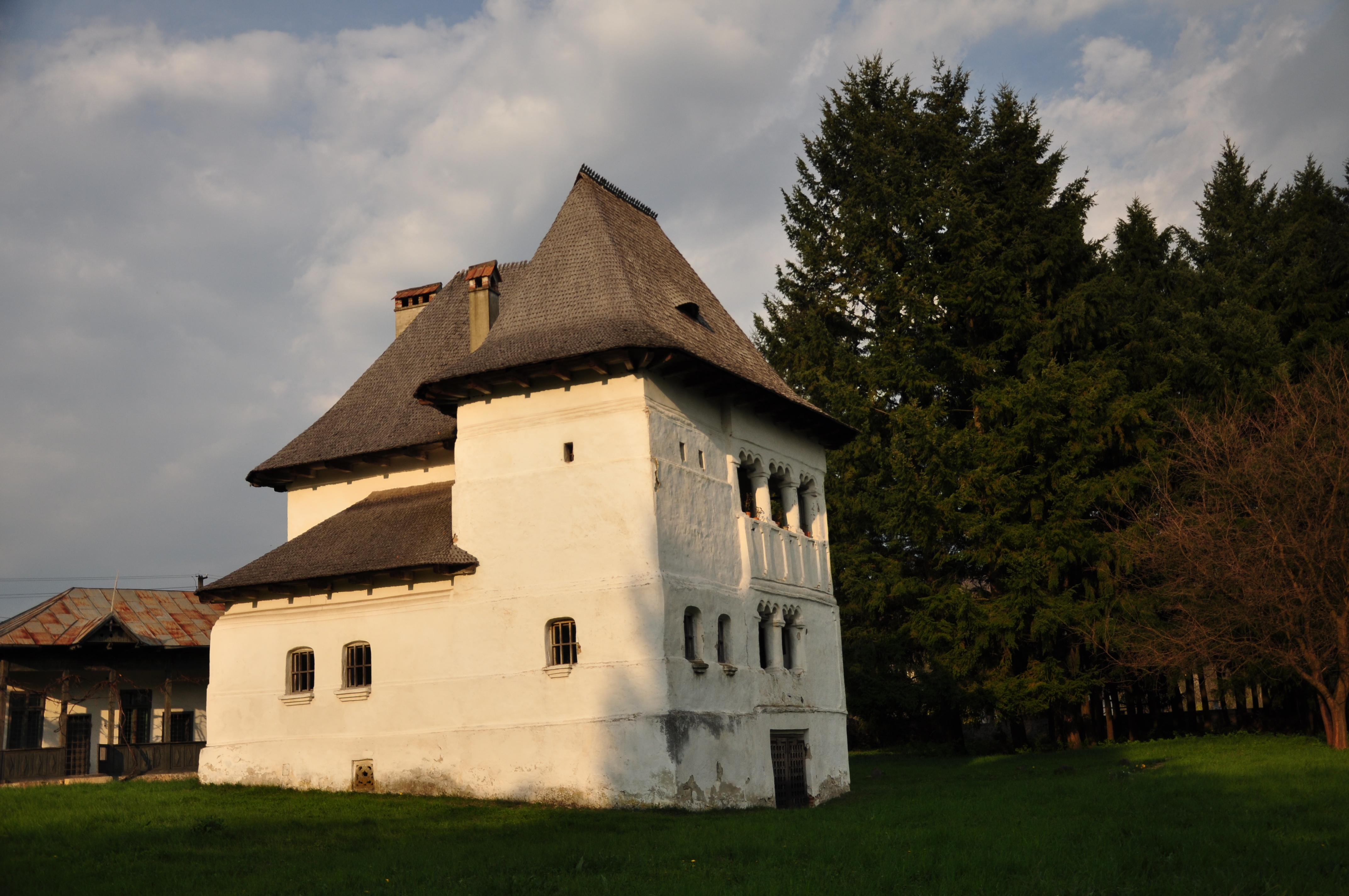
Cula Greceanu, Măldărești

| Релігія       | Кількість осіб | Відсоток |
| ------------- | -------------- | -------- |
| православні   | 2065           | 99,8%    |
| адвентисти    | 3              | 0,1%     |
| римо-католики | 1              | < 0,1%   |